# Ampedus sanguineus
Espèce
Ampedus sanguineus (le Taupin rouge sang) est une espèce d'insectes coléoptères de la famille des élatéridés, du genre Ampedus que l'on rencontre rarement dans les forêts de feuillus et fréquemment dans les pinèdes d'Europe centrale et d'Europe de l'Est, jusqu'au nord de la mer Noire et au nord-ouest de la mer Caspienne (Daghestan), ainsi qu'en Sibérie occidentale. Cette espèce se rencontre également dans l'oblast de Tchita, en Bouriatie et dans l'Extrême-Orient russe.
Présente en France.

## Description
Ce coléoptère mesure de 12 à 17 millimètres en moyenne. La tête et le pronotum, ainsi que les pattes sont noirs, tandis que les élytres, épais et chitineux, sont entièrement rouge sang, d'où son nom scientifique et vernaculaire (taupin rouge sang). L'espèce proche, Ampedus sanguinolentus, possède aussi des élytres rouges, mais pas entièrement. Les élytres et le dessous du corps sont recouverts d'une dense pilosité noire ou marron foncé. La tête est prognathe, encastrée dans le prothorax, avec un œil hémisphérique de chaque côté de la capsule céphalique. Elle dispose d'un appareil buccal de type broyeur aux mandibules bifides.
Les antennes du mâle n'atteignent pas le bout des angles terminaux du pronotum. La largeur des trois premiers segments des antennes est moindre que celle à partir du quatrième segment sur les onze segments que possèdent les antennes au total. Le pronotum se prolonge en deux pointes latérales (une de chaque côté) dans sa partie postérieure, comme chez tous les élatéridés.
Les pattes sont recouvertes de poils fins et composées de cinq articles. Le tarse est terminé par deux longues griffes.
Les larves vivent sous les racines des conifères.